# SARPE
Sarpe (acrònim de Sociedad Anónima de Revistas, Periódicos y Ediciones) fou una editorial espanyola.
Va editar col·leccions de llibres distribuïts en quioscs, així com de les revistes Telva, Cómplice, Mucho Más, Greca, Prima, Vitalidad i Nuevo Estilo, entre d'altres. El 1987 va fer una facturació de 4.300 milions de pessetes en vendes, amb un 10% de creixement sobre l'any anterior i uns beneficis de 150 milions de pessetes. En aquest moment tenia una plantilla de 140 treballadors.
A fi de la dècada del 1980 era líder de la premsa del cor i estava controlada per un grup d'inversors àrabs. El 1988 la va comprar el grup editorial alemany Axel Springer AG, en aquell moment un dels grups editorials europeus més destacats.